# Дюбенер Хайде (природный парк)
Природный парк Дюбенер Хайде (нем. Naturpark Dübener Heide, Природный парк Дюбенская пустошь) — один из сотни природных парков из Списка природных парков Германии. Расположен в земле Саксония-Анхальт и Саксония,  между поймами Эльбы и Мульде, между городами Виттенбергом на северо-востоке и Лейпцигом на юго-западе. Его создание стало возможным в связи с гражданской инициативой, направленной на ограничение добычи бурого угля, это первый природный парк Германии, чьё создание не связано с государством.
Природный парк включает в себя восточную часть так называемой Дюбенской пустоши и примерно на две трети покрыт лесами. В парке преобладает холмистым вересковым ландшафт, сформировавшийся в ледниковый период, и получивший название Оледенение Зале. Геологически это ландшафт конечных морен и зандров, на песчаных почвах которых растут хвойные (основная порода сосна) и смешанные леса, расположено много озер, болот и лугов. Под этим плейстоценовым покровом залегают пласты бурого угля.
В парке около 1000 км обозначенных велосипедных дорожек и пешеходных маршрутов. Природный парк поддерживается Ассоциацией пустошей Дюбен (Verein Dübener Heide). Ближайший город Бад-Дюбен является городом-курортом.

## Флора
Вересковые леса.

## Фауна
В парке обитают 350 видов бабочек и 169 видов птиц, синекрылый кузнечик, серый журавль.